# Atarba (Ischnothrix) subaequalis
Atarba (Ischnothrix) subaequalis is een tweevleugelige uit de familie steltmuggen (Limoniidae). De soort komt voor in het Neotropisch gebied.